# Johann Adam Otto Bütschli
Johann Adam Otto Bütschli ou simplesmente Otto Bütschli (Frankfurt am Main, 3 de maio de 1848 – Heidelberg, 3 de fevereiro de 1920) foi um zoólogo alemão.

## Publicações selecionadas
- Mechanismus und Vitalismus. Engelmann, Leipzig 1901 (Digitalisat).